# ایلاریو دی بوش
ایلاریو دی بوش (انگلیسی: Ilario Di Buò؛ زادهٔ ۱۳ december ۱۹۶۵ (۵۹ سال)) ورزشکار تیراندازی با کمان اهل ایتالیا است.
وی در مسابقات کشوری و بین‌المللی در مجموع برندهٔ ۱ مدال طلا، ۶ مدال نقره، ۱ مدال برنز شده‌است.